# Paolo Angioy
Paolo Angioy (Alghero, 7 aprile 1890 – Roma, 2 settembre 1975) è stato un generale e dirigente del SIM italiano.
È stato insignito di tre medaglie d'argento al valor militare e dell'Ordine militare di Savoia.

## Carriera
Dopo la Scuola di guerra (1919-1920) entra nel Servizio informazioni militare, diventandone vice caposervizio sotto il colonnello Mario Roatta. Durante il primo conflitto mondiale, è promosso maggiore nel 1916, ed è ferito riportando una grave mutilazione.
Uomo di Roatta, è a Capo ad interim del SIM dall'ottobre 1936 al giugno 1937.
Partecipa alla guerra d'Etiopia e a quella di Spagna con compiti informativi, guadagnando la quarta Medaglia d'Argento al Valore Militare.  Lascia il servizio nei giorni successivi all'assassinio dei fratelli Rosselli e viene sostituito dal colonnello Donato Tripiccione.
Dal 1937 al 1939 è comandante prima del 52º Reggimento fanteria "Alpi", poi del 157º Reggimento "Liguria", ed infine a disposizione dello Stato maggiore con incarichi speciali.
Promosso generale di brigata, dal 13 marzo 1941 all'8 settembre 1943 è comandante della 59ª Divisione fanteria "Cagliari" prima in Albania (fronte della Vojussa, dove ottiene le insegne di ufficiale dell'Ordine militare di Savoia) e poi in Grecia, in qualità di Comandante Superiore del Peloponneso.
Dopo l'armistizio resiste fino al 14 settembre, quando è catturato dalle truppe tedesche ed internato in Polonia presso l'Oflager 64/Z. Rifiuta di collaborare con la RSI.
Nel 1945 gli occupanti del campo vengono liberati, nel corso di un sanguinoso trasferimento, da truppe russe e avviati in un campo di libertà presso Charkiv, in Ucraina, dal quale vengono rimpatriati a guerra conclusa. All'atto del rimpatrio apprende della condanna (del 12 marzo 1945) quale mandante dell'omicidio dei fratelli Rosselli.
A seguito di revisione del processo, viene prosciolto con formula piena nel 1949 e riammesso nella carriera militare, dove termina col grado di generale di corpo d'armata. Muore a Roma nel 1975 all'età di 85 anni.